# Cara de Cavalo
Manoel Moreira, mais conhecido pela alcunha Cara de Cavalo (22 de abril de 1941 - 3 de outubro de 1964), foi um criminoso brasileiro. Suspeito de ter sido o assassino do detetive Milton Le Cocq, foi a primeira vítima da Scuderie Le Cocq, organização policial clandestina criada para vingar a morte do policial.

## Biografia
Morador da Favela do Esqueleto, Manoel Moreira iniciou-se na transgressão ainda garoto, vendendo maconha na Central do Brasil. Tornou-se pouco depois cafetão, e ligou-se ao jogo do bicho. Diariamente, cumpria a rotina de percorrer de táxi os pontos de jogo da Vila Isabel, acompanhado de uma amante, a quem designara a tarefa de recolher os pagamentos compulsórios do dia. Ocasionalmente, tornou-se amigo do artista plástico Hélio Oiticica que, passista da Mangueira e frequentador de favelas, era fascinado pela marginalidade.
Insatisfeito com a extorsão, um bicheiro procurou o detetive Le Cocq, que organizara um grupo clandestino de policiais para caçar criminosos. Em 27 de agosto de 1964, o detetive, acompanhado dos colegas Jacaré, Cartola e Hélio Vígio, armou o cerco a Cara de Cavalo em um dos pontos de jogo. Percebendo a armadilha, o rapaz tentou fugir, mas teve seu táxi cercado pelo Fusca de Le Cocq. Após um breve tiroteio, o detetive caiu morto com um tiro da Colt 45.
O incidente decretou a sentença de morte de Cara de Cavalo; de reles marginal, passou a ser um dos criminosos mais procurados de Rio de Janeiro. Armou-se então uma grande operação de caça, mobilizando dois mil policiais, em quatro estados. Um mês e sete dias depois, Cara de Cavalo foi finalmente encontrado em Cabo Frio. Em 3 de outubro, ele fora cercado em seu esconderijo pela denominada "turma da pesada" (formada pelos policiais Sivuca, Euclides Nascimento, Guaíba, Cartola, Jacaré e Hélio Vígio, entre outros) e sumariamente executado com mais de cem disparos, 52 dos quais o atingiram - 25 apenas na região do estômago.

## Consequências
A caçada a Cara de Cavalo deixara a polícia desorientada. Motivados pelo bordão de Le Cocq de que "bandido que atira num policial não deve viver", as autoridades se desentenderam na corrida para deter o criminoso, enquanto pessoas parecidas com ele eram mortas por engano. Após a execução, a "turma da pesada" consolidou-se como Scuderie Le Cocq, tendo Luiz Mariano como líder da organização clandestina de repressão ao crime, enquanto Sivuca acabou sendo eleito deputado estadual, com a plataforma "bandido bom é bandido morto".
Um ano depois, Hélio Oiticia criou a obra Bólide caixa no. 18 – B33 Homenagem a Cara de Cavalo (1965), uma caixa envolta por telas, cujas paredes internas foram cobertas por fotografias do criminoso morto. A fotografia estampada no poema-bandeira  seja marginal seja herói (1968), que algumas fontes, se referem, incorretamente, como sendo de Cara de Cavalo, é na verdade de Alcir Figueira da Silva. Nas palavras do próprio Hélio Oiticica, Alcir, "ao se sentir alcançado pela polícia depois de assaltar um banco, ao meio dia, jogou fora o roubo e suicidou-se."
A Scuderie Le Cocq inspirou o surgimento do Esquadrão da Morte, que se notabilizou por execuções sumárias de supostos criminosos mas também de perseguidos políticos, durante a ditadura militar.